# آشر، ایولین
اَشِر (به فرانسوی: Achères) یک کمون در فرانسه است که در Arrondissement of Versailles واقع شده‌است.

## خصوصیات
اَشر ۹٫۴۴ کیلومترمربع مساحت و ۱۹٬۷۳۳ نفر جمعیت دارد.